# Etienne Rolin

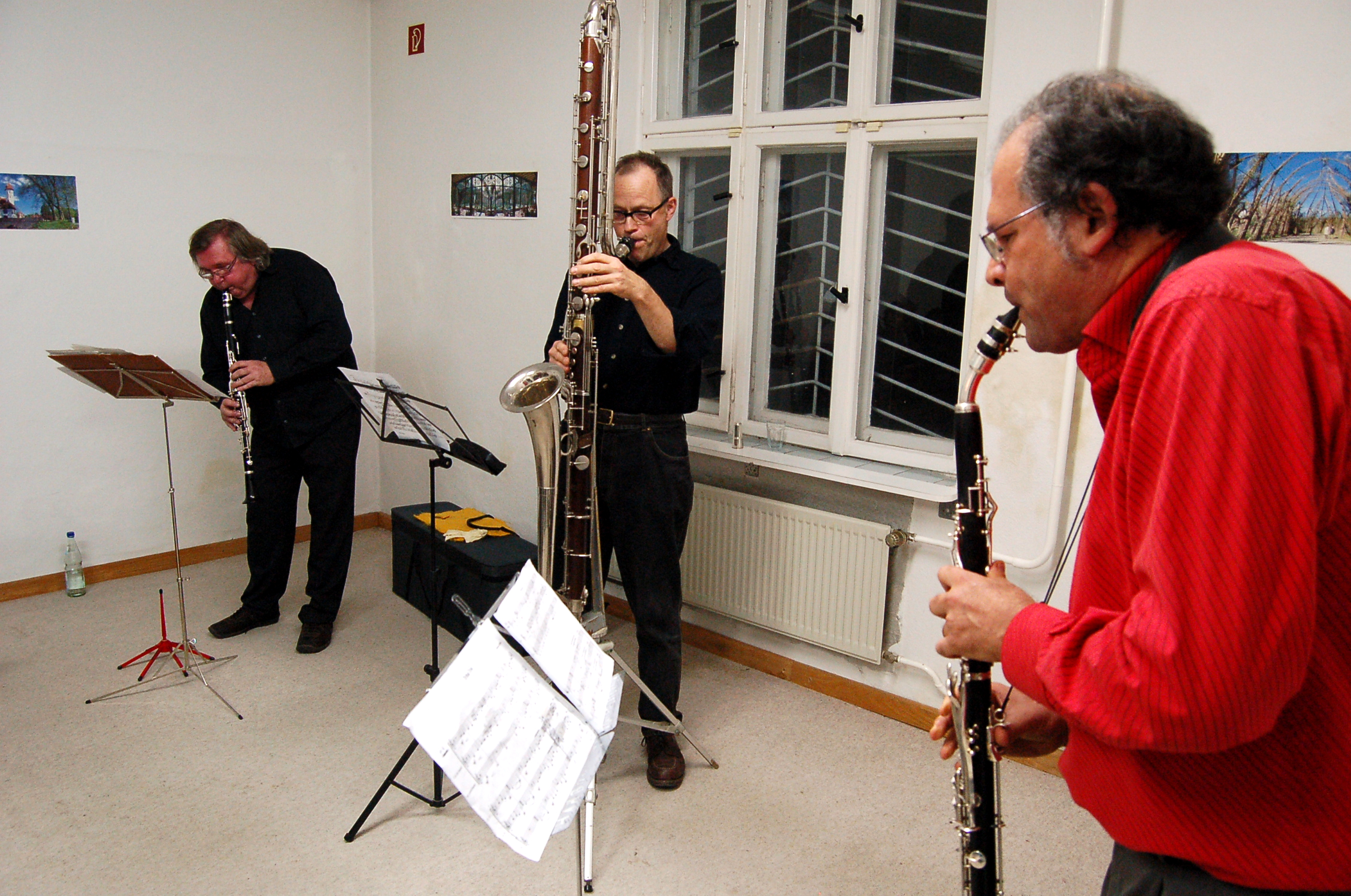
Etienne Rolin (rechts) mit dem Tribal Clarinet Trio (links: Theo Jörgensmann, in der Mitte: Ernst Ulrich Deuker, 2009)

Etienne Rolin (* 12. Juli 1952 in Berkeley, Kalifornien) ist ein französischer Musiker (Klarinette, Saxophon, Flöte), Komponist und Bildhauer amerikanischen Ursprungs.

## Werdegang
Rolin studierte von 1970 bis 1974 an der Universität von San Francisco Philosophie und Musikwissenschaft. Nach Workshops bei Donatoni, Ligeti, Messiaen und Xenakis studierte er bei Nadia Boulanger Harmonielehre und Musikanalyse.
Ab 1979 arbeitete Rolin als Lehrer, u. a. am ENM in Angoulême und war von 1989 bis 1995 für das Jazzateilier der ENM in Montauban verantwortlich. 1985 wurde er als Hochschullehrer an das Nationalkonservatorium in Bordeaux berufen. Er verfasste mehr als 600 Kompositionen, darunter Auftragswerke für das Ensemble intercontemporain, Accroch’Notes oder 2E2M. Als Musiker war er Mitglied von zahlreichen Kammermusik- und Improvisationsensembles wie Ensemble Polyfolia, Fine Tuning, Tribal Clarinet Trio sowie Cinégraphes (hier kam es zu Aufnahmen mit François Rossé, Louis Sclavis, Vinko Globokar, Daniel Humair, Antoine Hervé oder Kent Carter). Unter eigenem Namen legte er 1984 das Album  Portraits: Quartet et Orchestre vor. Er ist weiterhin auf Tonträgern von Rivière Composers’ Pool zu hören.